# Crockerhill (Hampshire)
Crockerhill – osada w Anglii, w hrabstwie Hampshire. Leży 25 km na południowy wschód od miasta Winchester i 102 km na południowy zachód od Londynu.